# Lancia Beta Trevi
La Lancia Beta Trevi è un modello di autovettura di categoria medio-superiore, prodotto dalla casa torinese Lancia dal 1980 al 1984, nello stabilimento di Chivasso.

## Contesto
La Beta Trevi fu presentata al salone dell'automobile di Torino nel maggio 1980. Derivata dalla Beta due volumi, era una classica berlina di segmento medio-alto a 4 porte e tre volumi, come indicava il nome stesso, derivante per crasi da tre volumi. Gran parte del lavoro svolto dai tecnici fu concentrato nella parte posteriore: le differenze rispetto al modello a due volumi erano, oltre al padiglione completamente diverso, la nuova inclinazione del lunotto e i gruppi ottici ridisegnati.
La Trevi mantenne, sostanzialmente, la stessa impostazione meccanica della Beta due volumi. Alla presentazione venne offerta con motori bialbero da 1,6 litri (102 CV e 170 km/h) e 2,0 litri (115 CV e 180 km/h), con la differenza che il propulsore a due litri venne offerto anche con l'alimentazione a iniezione elettronica (122 CV e 180 km/h). Per tutte le versioni era possibile richiedere il cambio automatico a tre rapporti.
Successivamente, al salone di Torino del 1982, la Lancia presentò la Trevi Volumex (VX), equipaggiata con il propulsore bialbero FIAT nella cubatura di 2 litri alimentato a carburatore, a cui era stato aggiunto un compressore volumetrico a lobi che ne aumentava la potenza a 100 kW (135 CV), la velocità massima (a 190 km/h) e soprattutto la coppia motrice a 205 N·m (21 kgm). La scelta di questo sistema di sovralimentazione, ormai soppiantato quasi ovunque dal turbocompressore, fu motivata dalla Lancia con le doti di prontezza di risposta ai comandi dell'acceleratore e con la coppia disponibile anche a bassi regimi; queste si accoppiavano ottimamente alle caratteristiche della Trevi, e consentivano una guida in souplesse anche a costo di un consumo elevato.
| Versione                            | Anni di produzione | Esemplari |
| ----------------------------------- | ------------------ | --------- |
| Beta Trevi 1600 I serie             | 1980-1983          | 12.836    |
| Beta Trevi 2000 e 2000 i.e. I serie | 1980-1983          | 17.364    |
| Trevi 1600 II serie                 | 1983-1984          | 2.951     |
| Trevi 2000 i.e. II serie            | 1983-1984          | 3.633     |
| Beta Trevi Volumex I-II serie       | 1982-1984          | 3.844     |
| Totale                              | Totale             | 40.628    |

Nel giugno 1983 fu presentata la seconda serie della vettura, ora ufficialmente denominata solo Trevi. Rispetto alla precedente furono apportate lievi modifiche alla carrozzeria e agli interni mentre, dal punto di vista meccanico, la maggiore novità riguardò l'allungamento dei rapporti al ponte e al cambio, al fine di ridurre i consumi. Il motore da 2 litri a carburatore non fu più disponibile, lasciando il posto al solo 2.0 i.e. Esteticamente era riconoscibile per la soppressione della fascia satinata sul baule, sostituita da più convenzionali targhette identificative, dalle frecce anteriori con trasparente bianco e dalla nuova mostrina di sfogo dell'aria sul montante posteriore.
Il totale complessivo di produzione fu quindi di 40 628 esemplari costruiti fino al 1984, quando la Trevi uscì di produzione insieme alla "sorella maggiore" Gamma, lasciando campo libero alla Prisma e alla nuova Thema. 
La Trevi è stata senz'altro una berlina meccanicamente valida, dalla linea elegante e curata negli interni e ciò ha potuto giustificare, in buona parte, un prezzo di vendita lievemente superiore alle concorrenti. Tuttavia il successo commerciale dell'auto è stato modesto, in parte per ragioni di concorrenza interna sia al marchio Lancia, che dalla fine del 1982 le aveva affiancato la succitata e più fortunata Prisma, sia in generale a Fiat Auto, avendo il marchio FIAT in listino nello stesso periodo dapprima la 131 e successivamente la Regata, vendute a prezzi più concorrenziali.

## Motorizzazioni
| Modello     | Disponibilità       | Motore  | Cilindrata (cm³) | Potenza        | Coppia Massima (N·m) | Emissioni CO2 (g/Km) | 0–100 km/h (secondi) | Velocità max (Km/h) | Consumo medio (Km/l) |
| 1.6         | dal debutto al 1984 | Benzina | 1585             | 73 Kw (100 Cv) | 134                  | N.D.                 | 12.1                 | 170                 | 11.3                 |
| 2.0         | dal debutto al 1983 | Benzina | 1995             | 84 Kw (115 Cv) | 175                  | N.D.                 | 10.4                 | 176                 | 10.0                 |
| 2.0 i.e.    | dal debutto al 1984 | Benzina | 1995             | 90 Kw (122 Cv) | 175                  | N.D.                 | 10.2                 | 180                 | 10.8                 |
| 2.0 Volumex | dal 1982 al 1984    | Benzina | 1995             | 99 Kw (135 Cv) | 206                  | N.D.                 | 9.6                  | 190                 | 9.7                  |

## Lancia Trevi Bimotore

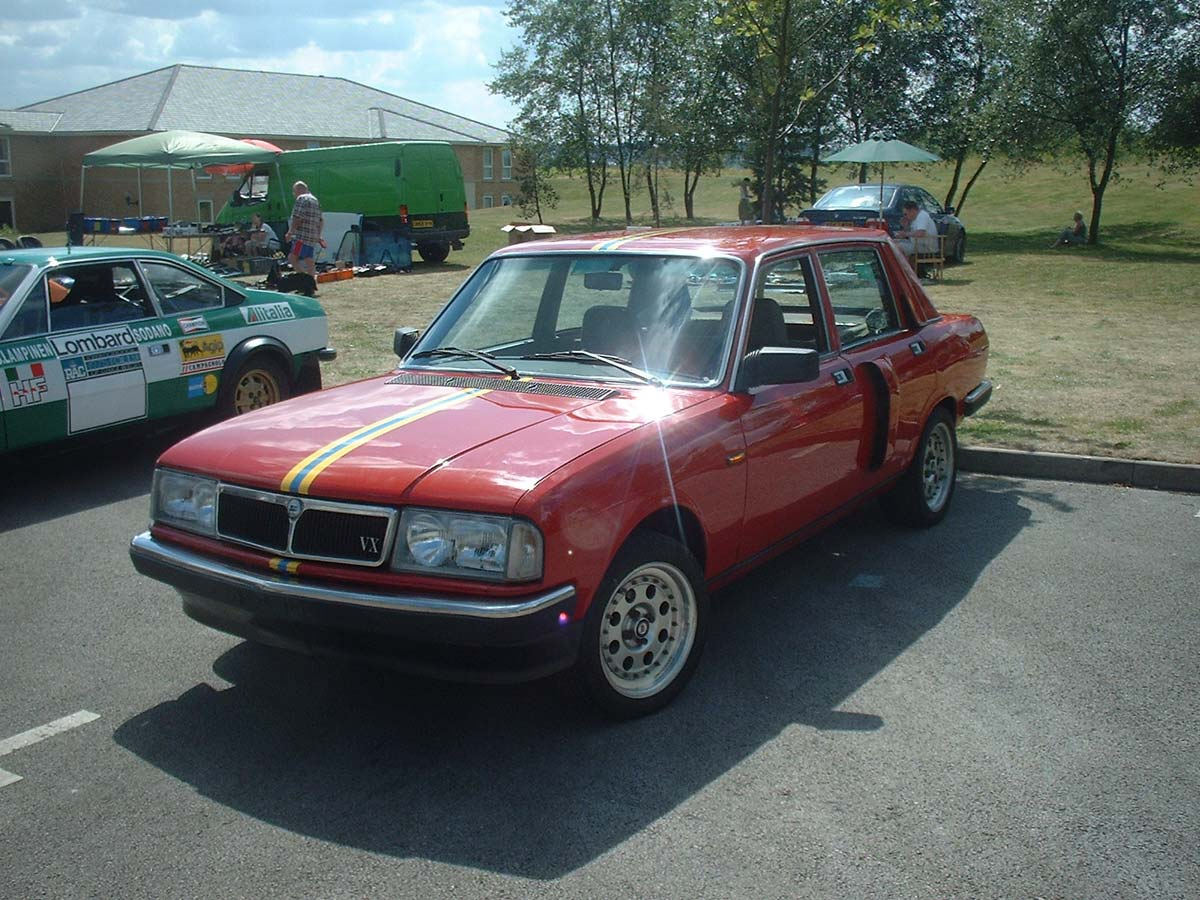
Vista anteriore della Trevi Bimotore: si notano le voluminose prese d'aria applicate alle portiere posteriori, necessarie per il raffreddamento del secondo motore.

Nel 1984 il reparto corse Lancia stava lavorando al progetto di una sostituta per la Rally 037: questa, pur avendo riscontrato un buon successo nel mondiale rallye all'inizio del decennio, non poteva più fare affidamento sulla sola trazione posteriore, in quanto la categoria si stava evolvendo a passo spedito verso la trazione integrale, già adottata da varie case concorrenti. Non disponendo ancora Fiat Auto di una valida tecnologia a quattro ruote motrici, Giorgio Pianta, pilota, collaudatore e team manager Abarth, tentò di aggirare l'impasse con una soluzione fuori dagli schemi: decise di "trapiantare" un secondo motore a quattro cilindri su una Lancia Trevi, duplicando in pratica l'intero avantreno — propulsore, cambio e sospensioni — al retrotreno, onde ottenere così una "artigianale" trazione integrale. L'insolita scelta della vettura, una berlina tre volumi, appariva piuttosto inappropriata al ruolo sportivo che doveva compiere; ciò nonostante Pianta ebbe l'appoggio di Alberto Fiorio, direttore dello stabilimento di Chivasso, e di Cesare Fiorio, direttore sportivo della Squadra Corse HF.
Per il suo prototipo Pianta scelse come base una Trevi Volumex, l'allora top della gamma Lancia, principalmente perché equipaggiata con l'omonimo compressore volumetrico a lobi che garantiva una buona coppia motrice anche ai bassi regimi, valore decisivo per primeggiare nelle competizioni rallistiche. La Bimotore — come diverrà colloquialmente nota — ha due motori a quattro cilindri in linea da 150 CV e una cubatura di 1995 cm³ ciascuno: quello di serie è alloggiato anteriormente, mentre il secondo è in posizione posteriore-centrale, entrambi trasversali. Il propulsore aggiunto prende la posizione del divano posteriore, ed è accoppiato alla trasmissione; il tutto è ancorato a un'intelaiatura saldata alla scocca. Inoltre la gabbia del secondo motore contribuisce, grazie a traverse, a irrigidire l'intera struttura della macchina, per favorire la quale vengono anche saldate le portiere posteriori. Si riuscirono ad avere anche 15 CV in più per ciascun motore, grazie all'aggiunta di pulegge di diametro inferiore che aumentano il regime di rotazione dei compressori Volumex.

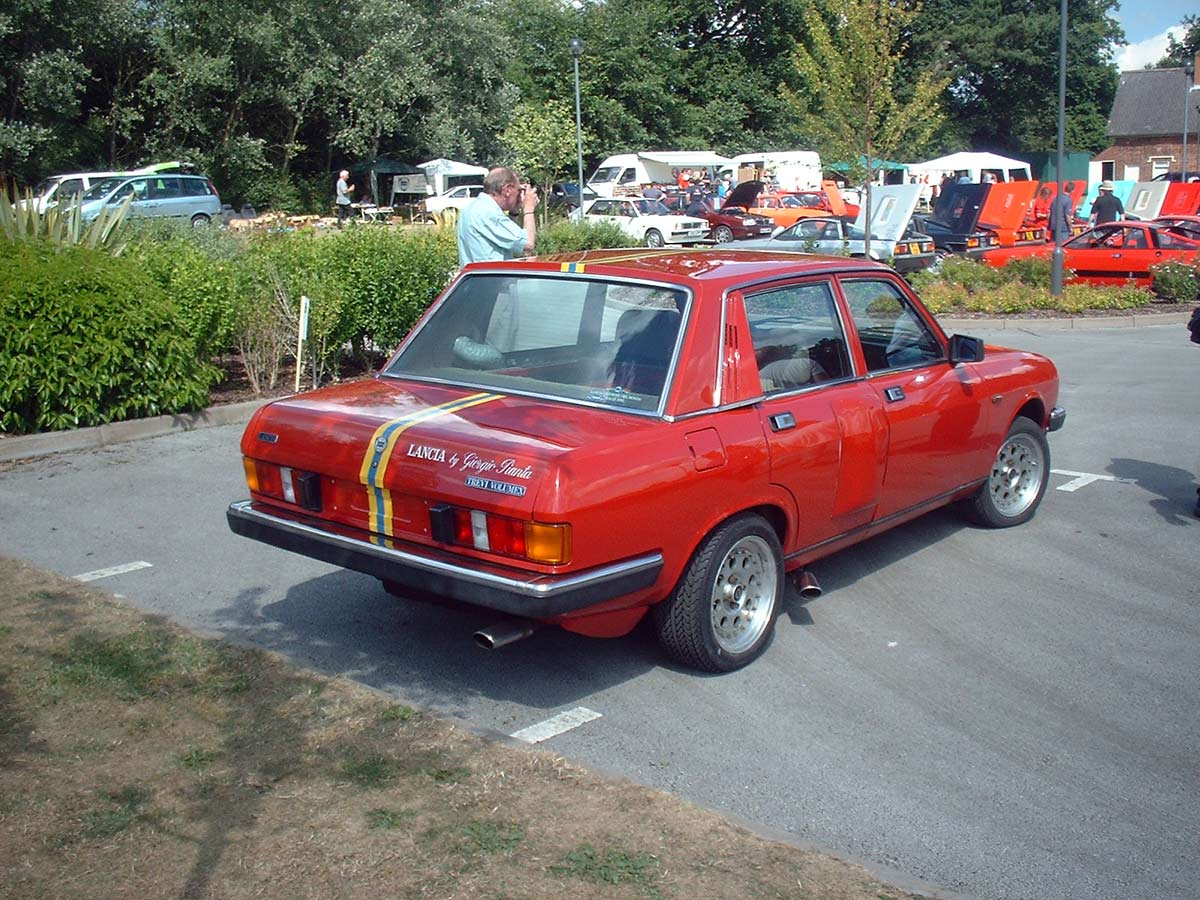
Vista posteriore del prototipo: si apprezza la caratteristica livrea sportiva Lancia, un rosso Montebello attraversato da una striscia gialla e blu richiamante i colori torinesi.

Lo scarico anteriore sfocia lungo la fiancata sinistra, mentre quello posteriore è in coda. Per favorire il raffreddamento del propulsore centrale, le griglie di sfogo dell'aria dentro l'abitacolo vennero aperte verso l'esterno e munite di due "orecchie" ricavate nelle portiere posteriori. I meccanici della Squadra Corse HF avevano unificato il funzionamento dei gruppi meccanici, quindi il pilota controllava i due motori direttamente dal posto di guida. Inoltre, attraverso un comando drive-by-wire i due carburatori modello Weber 36 vengono gestiti da una centralina elettronica che, agendo su un cavo Bowden, applica un leggero ritardo sul motore posteriore in modo da ridurre il sovrasterzo.
Per quanto riguarda la telaistica, si trattava di una berlina con scocca portante e carrozzeria in acciaio, questa colorata nella storica livrea sportiva lancista, un rosso Montebello con banda centrale gialloblù. Montava sospensioni anteriori e posteriori a ruote indipendenti MacPherson, molle elicoidali, barre stabilizzatrici e ammortizzatori idraulici telescopici. Un serbatoio con capacità di 130 litri, che doveva alimentare i due motori, era posizionato nel bagagliaio. L'auto riusciva a raggiungere una velocità di 230 km/h.
In fase di test la Bimotore si dimostrò molto prestazionale, tuttavia rimase allo stadio di vettura-laboratorio poiché afflitta da alcuni problemi di base e di difficile risoluzione, come il veloce surriscaldamento causato dal motore centrale, e il sovrappeso dato dalla "doppia" meccanica, che ne avrebbero inficiato in maniera determinante l'utilizzo in gara. Ciò nonostante alcune sue soluzioni, ovvero la gabbia in cui trova alloggiamento il motore centrale, e i particolari cerchi in lega scomponibili, furono poi adottati dall'erede stradale della 037, la Delta S4.